# Европейская школа менеджмента и технологий
Европе́йская шко́ла ме́неджмента и техноло́гий (ESMT Berlin) — это международная частная бизнес-школа с европейской направленностью. Была основана в октябре 2002 года по инициативе 25 ведущих немецких компаний, расположена в Берлине (Германия). Обучение ведется по программам MBA (с 2006) и Executive MBA (с 2007), а также Executive Education (с 2003 г.). Бизнес-школа имеет аккредитацию AACSB, EQUIS, AMBA.

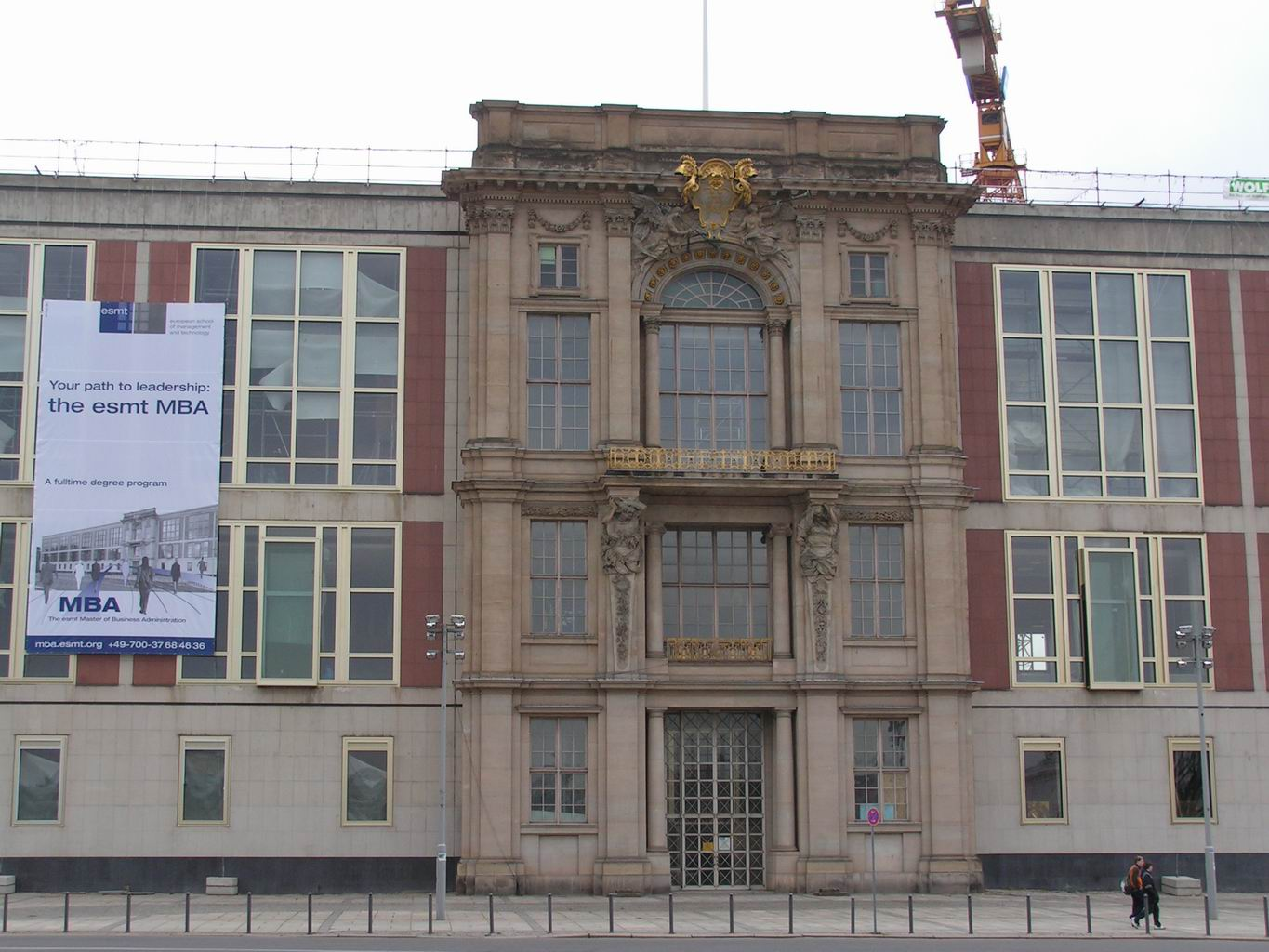
«Берлинский кампус» (бывший Staatsratsgebäude)

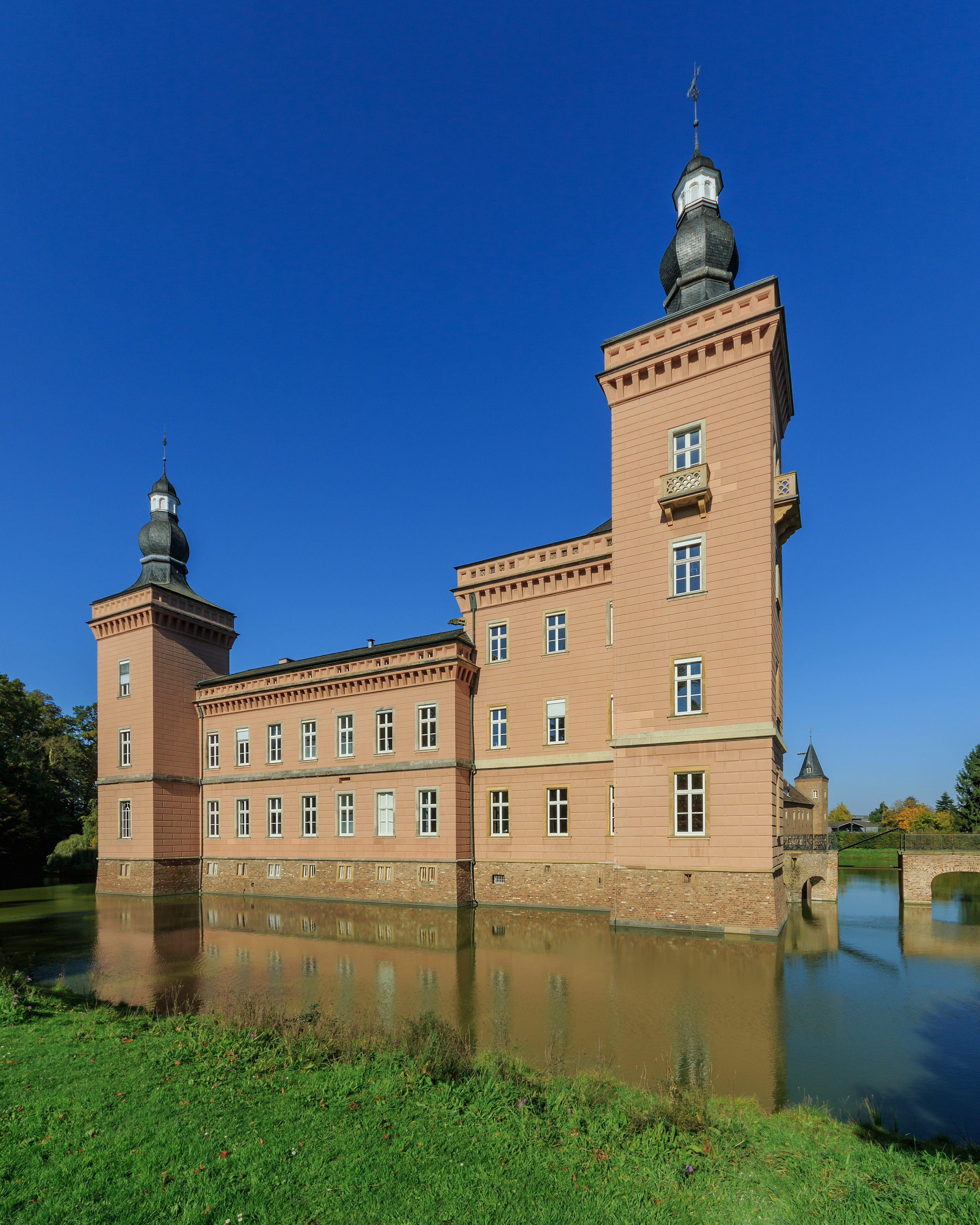
«Кампус Кёльн» (Schloss Gracht)

## Учебные программы
ESMT Berlin предлагает программы MBA и EMBA, а также различные другие программы подготовки руководителей:
- Master’s in Management (MIM) — Магистр в области менеджмента
- Full-time MBA (MBA)

- Executive MBA (EMBA)

## Требования к абитуриентам
Вступительные требования для всех программ включают: диплом о высшем образовании, несколько лет практического опыта работы (для программы MBA), а также управленческий опыт (для программы EMBA). Для обучения по программе Магистр в области менеджмента (MIM) предварительный опыт работы не требуется. В зависимости от программы и профиля абитуриента, нужно предоставить результат теста GMAT. Окончательный отбор осуществляется по результатам собеседования, которое проводится лично или в режиме онлайн.

## Образовательные программы
ESMT Berlin предлагает различные программы в области развития управленцев на английском и немецком языках. Диапазон программ варьируется от краткосрочных, продолжительность которых составляет от 2 до 5 дней, до долгосрочных, проходящих в рамках нескольких модулей. Программы охватывают такие темы, как стратегия, управление технологиями, финансы, принятие решений, переговоры, лидерство и управление изменениями.
ESMT Berlin CS предлагает индивидуальные программы обучения для сотрудников компаний.
Послеуниверситетский диплом в области управления — это сертификат университетского уровня, предлагаемый ESMT Berlin как участникам образовательных бизнес-программ для топ-менеджеров, так и участникам корпоративных индивидуальных программ.

## Расположение

### Берлин
Штаб-квартира ESMT Berlin и основной кампус находятся в здании бывшего государственного совета ГДР (Staatsratsgebäude) в самом сердце Берлина по адресу: Schlossplatz 1. Это здание было построено в 1960-х в «социалистическом» архитектурном стиле.

### Кёльн
Кампус ESMT Berlin в Кёльне (Schloss Gracht) является историческим памятником, где в течение столетий жила семья Metternich. В последнее время замок на берегу озера стал местом проведения программ подготовки управленцев.